# Otto Kestner
Otto Kestner (geboren Cohnheim; * 30. Mai 1873 in Breslau, Schlesien; ~ 28. September 1873 in Berlin; † 21. Februar 1953 in Hamburg) war ein deutscher Arzt und Physiologe.

## Leben
Otto Kestner wurde 1873 als Sohn des jüdischstämmigen Pathologen Julius Friedrich Cohnheim und seiner Frau Martha, einer Tochter des Justizrats Otto Lewald, in Breslau geboren. Bis zur Namensänderung im Jahr 1916 hieß er Cohnheim. Als Schüler lernte er an der humanistischen Thomasschule zu Leipzig. Danach studierte er bis 1896 Medizin an der Universität Heidelberg und Universität Leipzig (Staatsexamen). Die Promotion zum Dr. med. erfolgte 1896 mit der Dissertation Über das Salzsäure-Bindungsvermögen der Albumosen und Peptone bei Wilhelm Kühne in Heidelberg. Er habilitierte sich 1898 mit der Arbeit Über die Resorption im Dünndarm und in der Bauchhöhle. Er war Assistent von Wilhelm Erb und lehrte ab 1900 als Privatdozent das Fach Physiologische Chemie.
Kestner untersuchte die Verdauungssäfte. Er beschrieb und benannte als Erster die Enzyme Trypsin und Erepsin (Peptidasen). 1903 wurde er außerordentlicher Professor an der Universität Heidelberg. 1904 hatte er eine Gastprofessur an der Boston University inne. 1906 wurde er beim Internationalen Kongress für Physiologie in Moskau Assistent bei Iwan Pawlow. Von 1908 bis 1913 führte er Studien über Meerestiere in Neapel durch. 1913 wurde er Extraordinarius am Klinikum Hamburg-Eppendorf. Von 1914 bis 1918 diente er als Fliegerarzt. 1919 wurde er Ordinarius und Institutsdirektor in Hamburg. Zusammen mit dem deutschen Arzt und Naturforscher Carl Haeberlin errichtete Kestner eine Klima-Station in Wyk auf Föhr ein. Nachdem er im November 1933 unter der Drohung eines studentischen Boykotts und beruflicher Gefährdung als nicht-arischer Hochschullehrer das Bekenntnis der Professoren an den deutschen Universitäten und Hochschulen zu Adolf Hitler und dem nationalsozialistischen Staat unterzeichnet hatte, erfolgte am 30. Juni 1934 die Zwangsemeritierung. Ein Stolperstein vor dem Hauptgebäude des Universitätsklinikums Hamburg-Eppendorf erinnert an Otto Kestner. In Hamburg wurde er 1923 Mitglied der dortigen Freimaurerloge Ferdinande Caroline.
1939 emigrierte er mit seiner Frau nach Margate in Kent, von Mai bis September 1940 Internierung als Enemy Aliens auf der Isle of Man. Bis zu seiner Rückkehr nach Hamburg im Jahr 1949 war er an verschiedenen Instituten in Großbritannien tätig (u. a. Rowett Research Institute in Aberdeen, Royal Sea Bathing Hospital in Margate und School of Agriculture in Cambridge).
Seine Tochter war die Komponistin Felicitas Kukuck.

## Schriften
- Ueber den Gaswechsel der glatten Muskeln, Heidelberg 1910.
- Zur Physiologie und Pathologie der Magenverdauung, Heidelberg 1910.
- Die Dauerkontraktion der glatten Muskeln, Heidelberg 1911.
- Ueber den Gaswechsel von Tieren mit glatter und quergestreifter Muskulatur, Heidelberg 1911.
- Zur Physiologie des Pankreas, Heidelberg 1912.
- Innere Sekretion, Bukarest 1918.
- Wie ernähre ich mein Schulkind?, Hamburg 1919.
- Die Parteien in England, Amerika und Frankreich, Hamburg 1919.
- Die Ernährung des Menschen, Berlin 1924 (zusammen mit Hugo Wilhelm Knipping).